# Яшкино (смт)
Я́шкино (рос. Яшкино) — селище міського типу, центр Яшкинського округу Кемеровської області, Росія.

## Населення
Населення — 14719 осіб (2010; 15583 у 2002).